# Episodi di Young Sheldon (prima stagione)
La prima stagione della sitcom Young Sheldon è stata trasmessa in prima visione assoluta negli Stati Uniti d'America da CBS a partire dal 25 settembre 2017 fino al 10 maggio 2018. Dalla seconda puntata viene trasmesso al giovedì dopo The Big Bang Theory.
In Italia la stagione è stata prima pubblicata settimanalmente sul servizio on demand di Mediaset Infinity TV dal 31 gennaio al 20 giugno 2018 e poi andrà in onda dal 13 febbraio 2018 su Joi, canale a pagamento della piattaforma Mediaset Premium. In chiaro è stata trasmessa su Italia 1 dal 7 novembre 2018.
| nº | Titolo originale                                           | Titolo italiano                                                     | Prima TV USA      | Prima TV Italia  |
| -- | ---------------------------------------------------------- | ------------------------------------------------------------------- | ----------------- | ---------------- |
| 1  | Pilot                                                      | Primo giorno di scuola                                              | 25 settembre 2017 | 31 gennaio 2018  |
| 2  | Rockets, Communists, and the Dewey Decimal System          | Razzi, comunisti e il sistema di classificazione decimale Dewey     | 2 novembre 2017   | 31 gennaio 2018  |
| 3  | Poker, Faith, and Eggs                                     | Poker, fede e uova                                                  | 9 novembre 2017   | 7 febbraio 2018  |
| 4  | A Therapist, a Comic Book, and a Breakfast Sausage         | Uno psichiatra, un libro di fumetti e una salsiccia                 | 16 novembre 2017  | 14 febbraio 2018 |
| 5  | A Solar Calculator, a Game Ball, and a Cheerleader's Bosom | Una calcolatrice solare, una partita e una cheerleader              | 23 novembre 2017  | 21 febbraio 2018 |
| 6  | A Patch, a Modem, and a Zantac(R)                          | Una toppa, un modem e uno zantac                                    | 30 novembre 2017  | 28 febbraio 2018 |
| 7  | A Brisket, Voodoo, and Cannonball Run                      | Brisket, vudù e la corsa più pazza d'America                        | 7 dicembre 2017   | 7 marzo 2018     |
| 8  | Cape Canaveral, Schrödinger's Cat, and Cyndi Lauper's Hair | Cape Canaveral, il gatto di Schrodinger e i capelli di Cyndi Lauper | 14 dicembre 2017  | 14 marzo 2018    |
| 9  | Spock, Kirk, and Testicular Hernia                         | Spock, Kirk e l'ernia inguinale                                     | 21 dicembre 2017  | 21 marzo 2018    |
| 10 | An Eagle Feather, a String Bean, and an Eskimo             | Una piuma d'aquila, fagiolini e un eschimese                        | 4 gennaio 2018    | 28 marzo 2018    |
| 11 | Demons, Sunday School, And Prime Numbers                   | Diavoli, catechismo e numeri primi                                  | 11 gennaio 2018   | 4 aprile 2018    |
| 12 | A Computer, a Plastic Pony, and a Case of Beer             | Un computer, un pony di plastica e una cassa di birra               | 18 gennaio 2018   | 11 aprile 2018   |
| 13 | A Sneeze, Detention, and Sissy Spacek                      | Starnuto, punizione e Sissy Spacek                                  | 1º febbraio 2018  | 18 aprile 2018   |
| 14 | Potato Salad, a Broomstick, and Dad's Whiskey              | Insalata di patate, un manico di scopa e il whiskey di papà         | 1º marzo 2018     | 25 aprile 2018   |
| 15 | Dolomite, Apple Slices, and a Mystery Woman                | Dolomite, fetta di mela e una donna misteriosa                      | 8 marzo 2018      | 2 maggio 2018    |
| 16 | Killer Asteroids, Oklahoma, and a Frizzy Hair Machine      | Asteroidi killer, Oklahoma e un congegno per elettrizzare i capelli | 29 marzo 2018     | 9 maggio 2018    |
| 17 | Jiu-Jitsu, Bubble Wrap, and Yoo-Hoo                        | Ju-Jitsu, bolle d'aria e yooh hoo                                   | 5 aprile 2018     | 16 maggio 2018   |
| 18 | A Mother, a Child, and a Blue Man's Backside               | Una madre, un figlio e il didietro di un uomo blu                   | 12 aprile 2018    | 23 maggio 2018   |
| 19 | Gluons, Guacamole, and the Color Purple                    | Gluoni, guacamole e il colore viola                                 | 19 aprile 2018    | 30 maggio 2018   |
| 20 | A Dog, A Squirrel, and a Fish Named Fish                   | Un cane, uno scoiattolo e un pesce di nome Pesce                    | 26 aprile 2018    | 6 giugno 2018    |
| 21 | Summer Sausage, a Pocket Poncho, and Tony Danza            | Hot dog, un impermeabile tascabile e Tony Danza                     | 3 maggio 2018     | 13 giugno 2018   |
| 22 | Vanilla Ice Cream, Gentleman Callers, and a Dinette Set    | Gelato alla vaniglia, gentiluomini in visita e un tavolo da pranzo  | 10 maggio 2018    | 20 giugno 2018   |

## Primo giorno di scuola
- Titolo originale: Pilot
- Diretto da: Jon Favreau
- Scritto da: Chuck Lorre e Steven Molaro

### Trama
Sheldon Cooper, un geniale bambino del Texas, a soli 9 anni inizia a frequentare il primo anno delle superiori, nella stessa classe di suo fratello maggiore Georgie. Si fa però da subito odiare dai compagni e dai suoi insegnanti facendo notare le loro violazioni del codice della scuola in fatto di vestiario e igiene, tant'è che viene chiesto al preside di impedirgli di frequentare l'istituto. Il suo comportamento si ripercuote negativamente non solo sul fratello, ma anche sul padre, George, allenatore della squadra di football della stessa scuola. George racconta a Sheldon di essere stato licenziato dal suo precedente lavoro a Galvenston per aver denunciato una violazione delle regole, spiegando al figlio che, anche se le sue intenzioni sono giuste, potrebbero avere effetti negativi. A tavola, prima di mangiare, la famiglia Cooper recita la preghiera e per la prima volta Sheldon prende per mano suo padre senza guanti, cosa che non aveva mai fatto per via della sua paura dei germi, e i due si scambiano un breve sorriso.
- Guest star: Bob Newhart (dottor Arthur "Professor Proton" Jeffries), Valerie Mahaffey (signora MacElroy), Rex Linn (preside Peterson), Brian Stepanek (signor Givens), Danielle Pinnock (signora Ingram), Wyatt McClure (Billy Sparks), Melissa Tang (signora Fenley)

## Razzi, comunisti e il sistema di classificazione decimale Dewey
- Titolo originale: Rockets, Communists, and the Dewey Decimal System
- Diretto da: Michael Zinberg
- Scritto da: Chuck Lorre e Steven Molaro

### Trama
Mary, la madre di Sheldon, vede il figlio pranzare da solo ed è preoccupata perché non ha amici. Sheldon, saputo della cosa dalla sorella gemella Missy, cerca di farsi degli amici cercando di applicare il metodo appreso su di un libro preso in biblioteca, Come trattare gli altri e farseli amici di Dale Carnegie, ma senza successo. Decide allora, su consiglio di Missy, di contattare gli altri che hanno consultato il libro, ma scopre che sono i professori del liceo. Quando restituisce il libro, conosce però un ragazzo vietnamita, Tam, appassionato come lui di missili e, con enorme felicità della madre, si fa finalmente un amico.
- Guest star: Valerie Mahaffey (signora MacElroy), Sarah Baker (signora Hutchins), Danielle Pinnock (signora Ingram), Ryan Phuong (Tam), Wyatt McClure (Billy Sparks)

## Poker, fede e uova
- Titolo originale: Poker, Faith and Eggs
- Diretto da: Michael Zinberg
- Scritto da: Damir Konjicija e Dario Konjicija (soggetto), Chuck Lorre e Steven Molaro (sceneggiatura)

### Trama
Durante il sermone domenicale, Sheldon interviene per criticare le parole del pastore Jeff riguardo alla religione. Il suo ateismo però viene messo in dubbio prima dalle parole di Blaise Pascal e poi dal leggero attacco di cuore subito dal padre. Mary non volendo i suoi figli in ospedale lascia che sua madre, Constance, stia con loro a casa, ma Georgie le ruba l'auto e raggiunge l'ospedale insieme a Missy e Sheldon; quest'ultimo, vedendo suo padre in pericolo di vita, per la prima volta prega. Quando però il padre si riprende, Sheldon torna a comportarsi come suo solito.
- Guest star: Matt Hobby (pastore Jeff), Vernee Watson (infermiera Robinson), Wyatt McClure (Billy Sparks)

## Uno psichiatra, un libro di fumetti e una salsiccia
- Titolo originale: A Therapist, a Comic Book, and a Breakfast Sausage
- Diretto da: Jaffar Mahmood
- Scritto da: Chuck Lorre e Steven Molaro (soggetto), Rob Ulin e Dave Bickel (sceneggiatura)

### Trama
Sheldon, dopo essersi quasi strozzato con una salsiccia durante la colazione, inizia ad avere paura di mangiare cibi solidi, costringendo la madre a frullargli tutto. Convinti che questa ennesima fissazione duri poco tempo, i genitori lo assecondano, ma dopo 5 settimane decidono di portarlo da uno psichiatra. Mentre è nella sala d'aspetto, il ragazzo legge un fumetto sugli X-Men, nonostante ritenga i fumetti letture per bambini e, inaspettatamente, li trova molto interessanti, perché sono giovani con grandi poteri temuti dal mondo, proprio come lui si vede; decide quindi di incamminarsi da solo fino al negozio di fumetti della città e, leggendo altri albi insieme al suo amico Tam, decide di affrontare la sua debolezza e torna a mangiare cibi solidi.
- Guest star: Valerie Mahaffey (signora MacElroy), John Hartman (Dr. Goetsch), Ryan Phuong (Tam)

## Una calcolatrice solare, una partita e una cheerleader
- Titolo originale: A Solar Calculator, a Game Ball, and a Cheerleader's Bosom
- Diretto da: Chris Koch
- Scritto da: Chuck Lorre e Steven Molaro (soggetto), Damir Konjicija e Dario Konjicija (sceneggiatura)

### Trama
L'intera famiglia è riunita per guardare una partita di football e tutti incitano la squadra ad effettuare un punt, tranne Sheldon che, usando la statistica, spiega come sia una mossa sbagliata. Dopo che la squadra usa quell'azione e va come ha detto il ragazzo, il padre, durante una partita della sua squadra, decide, contrariamente ai pensieri di tutti, di seguire le indicazioni del figlio e vincono. Da quel momento George decide di seguire fedelmente i consigli statistici di Sheldon e la squadra continua a vincere, così Sheldon diventa l'eroe della scuola festeggiato da tutti, con suo grande disappunto data la sua avversione ai contatti fisici. Anche la nonna, accanita scommettitrice, si affida ai calcoli del nipote per vincere le scommesse. Il tutto con grande felicità anche di Tam che, in quanto amico del nuovo eroe della scuola, si gode la popolarità di riflesso, finché Sheldon non prende un B+ perché la stanchezza l'ha portato ad omettere i calcoli in un compito in classe di matematica. Disperato, per togliersi dalla situazione decide di raccontare tutto alla madre, che fa tornare la situazione alla normalità.
- Guest star: Ray Liotta (Vincent), Doc Farrow (vice allenatore Wilkins), Ryan Phuong (Tam)

## Una toppa, un modem e uno zantac
- Titolo originale: A Patch, a Modem, and a Zantac(R)
- Diretto da: Don Scardino
- Scritto da: Chuck Lorre e Steven Molaro (soggetto), Anthony Gioe e Nick Mandernach (sceneggiatura)

### Trama
Il signor Givens, insegnante di scienze del liceo frequentato da Sheldon e Georgie, invita in classe il dottor Ronald Hodges, suo amico e scienziato della NASA, per parlare del programma spaziale. Irritato dal fatto che lo scienziato non prenda sul serio le sue domande e proposte, il ragazzino inizia a lavorare a un metodo per riutilizzare i moduli di lancio e prendersi una rivincita sul dottor Hodges. Dopo vari fallimenti nel tentativo di trovare un computer per velocizzare i calcoli, alla fine Sheldon elabora la sua teoria, che invia alla NASA. Dopo un mese di attesa, George decide di portare il figlio e tutta la famiglia a Houston per ricevere l'agognata risposta. Dopo aver spiegato il tutto allo scienziato, Sheldon capisce che i suoi calcoli sono troppo avanzati per le capacità tecniche attuali e se ne va soddisfatto per la vittoria sul dottor Hodges e in attesa di essere ricontattato una volta che la NASA avrà raggiunto la capacità per creare quanto da lui teorizzato.
Nel 2016, la SpaceX di Elon Musk riesce a far atterrare un razzo su una nave, come teorizzato da Sheldon anni prima. Prima di essere intervistato, si vede lo stesso Musk leggere il lavoro che il ragazzino mandò alla NASA.
- Guest star: Elon Musk (se stesso), Jason Kravits (Dr. Ronald Hodges), Ryan Phuong (Tam), Brian Stepanek (signor Givens)

## Brisket, vudù e la corsa più pazza d'America
- Titolo originale: A Brisket, Voodoo, and Cannonball Run
- Diretto da: Mark Cendrowski
- Scritto da: Nick Bakay (soggetto), Chuck Lorre e Steven Molaro (sceneggiatura)

### Trama
L'intera famiglia è a cena intenta a gustare la punta di petto di Constance, di cui George, che la considera la più buona del Texas, brama la ricetta, che la suocera non vuole condividere con lui. Dopo vari litigi, rivela finalmente la ricetta al genero, che si reca addirittura in un altro Stato per cercare uno degli ingredienti, ma, dopo 14 ore di cottura, scopre che è stato nuovamente preso in giro con una ricetta falsa, data da Constance come vendetta dopo che George è entrato di soppiatto nella sua casa nel tentativo di trovare il procedimento per la cottura. I ragazzi, preoccupati che questo possa minare i rapporti dei loro genitori, tentano di fare qualcosa, e la soluzione verrà trovata da Sheldon si ricorda, grazie alla sua memoria eidetica, di quando, all'età di appena 23 mesi, la nonna, mentre lo imboccava, gli recitò tutta la ricetta; minacciando di rivelarla a tutti, Constance finalmente si riappacifica col genero, pur ammettendo di considerarlo inadeguato per la figlia. Nonostante davanti a Constance avesse negato, George in seguito si fa ugualmente rivelare da Sheldon la tanto agognata ricetta potendo finalmente preparare la punta di petto.

## Cape Canaveral, il gatto di Schrodinger e i capelli di Cyndi Lauper
- Titolo originale: Cape Canaveral, Schrödinger's Cat, and Cyndi Lauper's Hair
- Diretto da: Howie Deutch
- Scritto da: Chuck Lorre e Steven Molaro (soggetto), David Bickel (sceneggiatura)

### Trama
George ha il weekend libero, così la moglie lo convince a passarlo facendo qualcosa che piace a Sheldon, che propone di andare a vedere il lancio di uno shuttle a Cape Canaveral. Il sabato i due partono insieme a Georgie per il lungo viaggio che prevede anche il pernottamento in un motel, vista la lontananza dalla base. A causa di un brutto temporale però il lancio è annullato e i tre dovranno tornare a casa; ciononostante Sheldon ha avuto modo di legare con George avendo apprezzato molto il viaggio, anche se lo Sheldon adulto, che narra e commenta le vicende, rimpiange di non averlo mai detto al padre prima che morisse. Nel frattempo Mary ha una discussione con la madre a cui rinfaccia di non esserci mai stata per seguirla durante gli anni della crescita.

## Spock, Kirk e l'ernia inguinale
- Titolo originale: Spock, Kirk, and Testicular Hernia
- Diretto da: Peter Lauer
- Scritto da: Chuck Lorre e Steven Molaro

### Trama
Sheldon, su invito del padre e dietro un compenso di un treno giocattolo pattuito grazie al consiglio della nonna, aiuta il fratello Georgie a prepararsi al compito di matematica, perché, se non lo passasse, verrebbe escluso dalla squadra di football. Sheldon non riesce a far capire a Georgie i concetti, ma sorprendentemente questi riesce comunque a prendere un bel voto, facendo ricredere Sheldon sulle sue capacità di insegnante, finché, parlando con Tam, scopre che il fratello ha imbrogliato. Confidandosi con la nonna, il ragazzino, che detesta chi imbroglia, si relazioni con il personaggio del capitano Kirk di Star Trek, che più di una volta ha aggirato le regole e, ciononostante, governa perfettamente la sua nave. Sheldon, chiedendo consiglio a Georgie che gli spiega l'importanza dei dettagli nelle bugie, inizia così a comportarsi male, seguendo l'esempio del fratello, finché non viene scoperto ed obbligato a rimediare alle sue malefatte.
- Guest star: Ryan Phuong (Tam), Doc Farrow (vice allenatore Wilkins), Danielle Pinnock (signora Ingram)

## Una piuma d'aquila, fagiolini e un eschimese
- Titolo originale: An Eagle Feather, a String Bean, and an Eskimo
- Diretto da: Rebecca Asher
- Scritto da: Chuck Lorre e Steven Molaro (soggetto), Rob Ulin e David Bickel (sceneggiatura)

### Trama
Il preside riferisce a Mary e George che Sheldon è spesso maleducato con gli insegnanti, probabilmente perché il programma di studio del liceo, non abbastanza avanzato per le sue doti, lo annoia; propone quindi ai due di mandarlo in un istituto privato a Dallas per ragazzi dotati con una borsa di studio. Sheldon visita il campus sentendosi a suo agio e decide di trasferirsi lì vivendo a casa della direttrice dell'istituto, Flora Douglas. Mary è emotivamente turbata all'idea che il figlio non viva più con loro, e anche George, Missy e Constance sentono la sua mancanza; alla fine il padre va a riprendersi Sheldon avendo compreso quanto lui sia importante per la famiglia. In auto il ragazzino ringrazia suo padre per averlo portato via da Dallas in quanto pure lui sentiva la loro mancanza e torna a casa, con grande felicità di Missy, che lo abbraccia, e grande disappunto degli insegnanti.
- Guest star: Frances Conroy (Flora Douglas), Harry Groener (Elliot Douglas), Rex Linn (preside Peterson), Doc Farrow (vice allenatore Wilkins), Danielle Pinnock (signora Ingram), Valerie Mahaffey (signora MacElroy)

## Diavoli, catechismo e numeri primi
- Titolo originale: Demons, Sunday School, and Prime Numbers
- Diretto da: Howie Deutch
- Scritto da: Chuck Lorre e Steven Molaro (soggetto), Chuck Lorre, Steven Molaro e Eric Kaplan (sceneggiatura)

### Trama
Tam sta spiegando a Sheldon e Billy Dungeons & Dragons, quando Mary, portando loro la merenda, si accorge che sul libro del gioco c'è un'immagine di Satana e vuole quindi che il figlio smetta di giocarci. Prova quindi a parlare coi genitori degli amici, ma senza successo; decide quindi di far intervenire il pastore Jeff che riesce a convincere il ragazzo a partecipare al catechismo. Sheldon, applicando il metodo che userebbe uno scienziato, partecipa e legge anche tutta la Bibbia, ma, con sommo dispiacere della madre, decide di capire anche le altre religioni. Alla fine, dopo che in sogno gli compaiono un 1 e uno 0 che gli spiegano come tutto l'universo sia binario, il ragazzo decide di fondare una propria religione, basata sulla matematica, chiamata "matematologia".
- Guest star: Billy Gardell (Hershel Sparks), Sarah Baker (signora Hutchins), Ryan Phuong (Tam), Matt Hobby (pastore Jeff), Paul Yen (Le Nguyen), VyVy Nguyen (Trang Nguyen), Richard Kind (Ira Rosenbloom), Wyatt McClure (Billy Sparks)

## Un computer, un pony di plastica e una cassa di birra
- Titolo originale: A Computer, a Plastic Pony, and a Case of Beer
- Diretto da: Richie Keen
- Scritto da: Chuck Lorre e Steven Molaro (soggetto), Chuck Lorre, Steven Molaro e Tara Hernandez (sceneggiatura)

### Trama
Sheldon vorrebbe tanto che i genitori gli comprassero un computer, il Tandy 1000, ma glielo negano, non potendoselo permettere. Quando Constance si propone di prestare loro i soldi, George e Mary iniziano a discutere, soprattutto dopo che l'uomo scopre che lei ha messo da parte dei soldi senza dirglielo mentre lei gli rinfaccia di spendere tanto in birra, fino a che la donna decide di andarsene di casa per stare dalla madre coi gemelli, mentre Georgie rimane col padre. Successivamente Mary compra al figlio il tanto desiderato computer, che il ragazzino userà per cercare di rimettere a posto la relazione dei genitori. Alla fine però, dopo le scuse di George, faranno pace e i tre torneranno a casa.

## Starnuto, punizione e Sissy Spacek
- Titolo originale: A Sneeze, Detention, and Sissy Spacek
- Diretto da: Howie Deutch
- Scritto da: Chuck Lorre e Steven Molaro (soggetto), Eric Kaplan e Jeremy Howe (sceneggiatura)

### Trama
Sheldon, a causa della sua germofobia, dopo aver visto la sua insegnante, la signora MacElroy, starnutire in classe, fugge dalla scuola e, successivamente, anche dall'ora di punizione e viene sospeso. Dopo aver parlato col suo dottore che gli spiega come fa a non ammalarsi, inizia a portare guanti e mascherina in casa e, successivamente, costruisce nel garage una stanza sterile in cui è deciso a passare il resto della sua vita. Nessuno riesce a convincerlo ad uscirne, né la madre, che fa leva sui suoi sentimenti, né la nonna che tenta di usare i suoi famosi biscotti. Alla fine però Constance, ricordandogli le sue origini texane, riesce a farlo uscire, ma subito dopo cade malato, consolato come al solito dalla madre con "Soffice Kitty".
- Guest star: Valerie Mahaffey (signora MacElroy), Rex Linn (preside Peterson), Brian Stepanek (signor Givens), Doc Farrow (vice allenatore Wilkins), Ryan Phuong (Tam), Dave Florek (dottor Eberland)

## Insalata di patate, un manico di scopa e il whiskey di papà
- Titolo originale: Potato Salad, a Broomstick, and Dad's Whiskey"
- Diretto da: Howie Deutch
- Scritto da: Chuck Lorre, Steven Molaro e Tara Hernandez

### Trama
Il pastore Jeff chiede a Mary di prendere il posto della precedente segretaria parrocchiale e lei ne è entusiasta, ma ha il problema dei gemelli che rimarrebbero senza nessuno che li controlli, visto che Constance si rifiuta. Su consiglio di George, decidono di lasciarli da soli e, mentre Mary passa il pomeriggio a sentire gli sfoghi del pastore sui suoi problemi coniugali, i due se la cavano, nonostante una scheggia di legno infilzata nel dito di Sheldon e rimossa dalla sorella grazie alle pinzette dell'allegro chirurgo.
- Guest star: Matt Hobby (pastore Jeff), Zuleyka Silver (Selena), Nancy Linehan Charles (Peg)

## Dolomite, fetta di mela e una donna misteriosa
- Titolo originale: Dolomite, Apple Slices, and a Mystery Woman
- Diretto da: Mark Cendrowski
- Scritto da: Chuck Lorre e Steven Molaro (soggetto), Chuck Lorre, Steven Molaro e Tara Hernandez (sceneggiatura)

### Trama
Sheldon, a pranzo con Tam in biblioteca, vede una ragazza, Libby, prendere e leggere un libro di geologia assente dai piani di studio e, incuriosito, si avvicina e la invita a mangiare con loro ed i tre diventano amici. Sheldon, affascinato dalla sua intelligenza e conoscenza, passa molto tempo con lei e si appassiona anche alla geologia, mentre Tam ne è solo attratto fisicamente. Tutto ciò desta molta curiosità nella famiglia, che pensa che il ragazzino abbia trovato una ragazza, e preoccupazione per Mary, che invece lo vede solo come un bambino. Quando Libby propone ai due di andare a vedere un film a Houston e che avrebbe guidato lei, Mary nega il permesso e Sheldon si arrabbia moltissimo, sfogandosi pulendo tutta la casa. Vedendolo così la madre cambia idea, a patto di conoscere prima la ragazza, che viene invitata nella loro casa. Questo però cambia tutto perché Sheldon capisce che Libby non lo vede come un amico alla pari, ma solo come un bambino a cui fare da "babysitter" e si mette a piangere sul suo letto. Mary cerca di fargli capire che la sola intelligenza agli occhi degli altri non lo fa apparire più maturo, perché serve anche una maturita a livello emotivo che ancora non possiede, ma aggiunge che un giorno avrà tanti amici. Il giovane Cooper decide infine di lasciar perdere la geologia, considerandola una materia per bambini che collezionano rocce.
- Guest star: Ryan Phuong (Tam), Anjelika Washington (Libby)

## Asteroidi killer, Oklahoma e un congegno per elettrizzare i capelli
- Titolo originale: Killer Asteroids, Oklahoma, and a Frizzy Hair Machine
- Diretto da: Howie Deutch
- Scritto da: Chuck Lorre e Steven Molaro (soggetto), Steven Molaro (sceneggiatura)

### Trama
Sheldon, dopo non aver vinto la "fiera della scienza" del suo liceo, decide di abbandonare la scienza. Dopo essersi comportato male ed aver parlato con lo psichiatra Goetsch, decide di impegnarsi nella recitazione, dove, a detta dell'insegnante, il signor Lundy, risulta molto bravo, tanto da meritarsi il ruolo di protagonista nello spettacolo della scuola, Annie, dove deve recitare il ruolo della protagonista femminile, per la preoccupazione della famiglia. La sera del debutto però, impaurito dal palco, decide di non recitare più, e il suo ruolo verrà interpretato dall'insegnante.
- Guest star: Jason Alexander (signor Lundy), Rex Linn (preside Peterson), Brian Stepanek (signor Givens), John Hartman (Dr. Goetsch)

## Ju-Jitsu, bolle d'aria e yooh hoo
- Titolo originale: Jiu-Jitsu, Bubble Wrap, and Yoo-Hoo
- Diretto da: Jaffar Mahmood
- Scritto da: Chuck Lorre e Steven Molaro (soggetto), Tara Hernandez e Jeremy Howe (sceneggiatura)

### Trama
Mary, preoccupata che Sheldon sia vittima di bullismo, visto che corre sempre a casa dopo essere sceso dallo scuolabus, chiede a Georgie di controllare il fratello e scopre così che la colpevole è Bobbi Sparks, la figlia minore, di appena 6 anni, dei vicini. Dopo il fallimentare tentativo del marito, che causa una vendetta da parte della bambina su Sheldon, Mary si reca nella sala da bowling, solitamente frequentata da Connie che non la prende bene, per tentare di trovare una soluzione con Brenda, la madre di Bobbi, che lavora lì. Nel frattempo Sheldon chiede aiuto a sua sorella Missy, che però, anziché picchiare la vicina, ci passa il pomeriggio a giocare. Ogni tentativo non sortirà effetto, se non far diventare amici George e Hershel Sparks, il padre.
- Guest star: Billy Gardell (Hershel Sparks), Melissa Peterman (Brenda Sparks), Paul Bates (Luis), Ryan Phuong (Tam), Wyatt McClure (Billy Sparks)

## Una madre, un figlio e il didietro di un uomo blu
- Titolo originale: A Mother, A Child, and a Blue Man's Backside
- Diretto da: Jaffar Mahmood
- Scritto da: Chuck Lorre, Steven Molaro e Teagan Wall (soggetto), David Bickel, Damir Konjicija e Dario Konjicija (sceneggiatura)

### Trama
Mary, dopo aver visto le scene violente e di nudo di Watchmen, confisca tutti i fumetti di Sheldon che, arrabbiato, pretende di essere trattato come un adulto. La madre quindi asseconda la sua richiesta smettendo di fare qualsiasi cosa per lui, che però, per farle dispetto, decide di andare da subito all'università, in modo da farla soffrire per la lontananza. L'arrivo di un tornado però spaventa così tanto il ragazzino che il rapporto torna come prima.
- Guest star: Ryan Phuong (Tam), Charlie Hankin (Randall), Cleo King (Signora Costello), Chris Wylde (Glenn), Corey Mendell Parker (cliente di RadioShack)

## Gluoni, guacamole e il colore viola
- Titolo originale: Gluons, Guacamole, and the Color Purple"
- Diretto da: Alex Reid
- Scritto da: Chuck Lorre, Steven Molaro e Tara Hernandez

### Trama
Sheldon, annoiato dalle lezioni del liceo, inizia a seguire un corso universitario di fisica teorica tenuto dal professor John Sturgis, che si mostra molto interessato a Connie, che ha accompagnato il nipote. L'uomo, molto simile per certi versi al nipote, intriga la donna durante il loro primo appuntamento, mentre Sheldon spera che i due si sposino, così che ci sia qualcun altro intelligente in famiglia. Nel frattempo, Missy, incapace di fare i suoi compiti da sola, chiede aiuto a Georgie perché il gemello è assente; dopo delle difficoltà iniziali, con grande gioia di entrambi il compito della ragazzina è perfetto e il ragazzo lo appende alla sua bacheca.
- Guest star: Wallace Shawn (professor John Sturgis), Danielle Pinnock (signora Ingram)

## Un cane, uno scoiattolo e un pesce di nome Pesce
- Titolo originale: A Dog, A Squirrel, and a Fish Named Fish
- Diretto da: Jaffar Mahmood
- Scritto da: Damir Konjicija, Dario Konjicija e Teagan Wall (soggetto), Chuck Lorre, Steven Molaro e David Bickel (sceneggiatura)

### Trama
Dopo l'arresto del cognato di Hershel Sparks, arriva nella loro casa il suo cane, che, inspiegabilmente, non fa che seguire Sheldon, che ne è terrorizzato. La situazione si complica quando il ragazzino si sveglia nel cuore della notte col cane vicino al letto: questo accadimenti infatti porta Mary e Brenda a litigare e l'intervento di Connie inasprisce ulteriormente la situazione. Venuto a conoscenza di quanto sta accadendo, il pastore porta le donne a scusarsi e a fare la pace, mentre Sheldon, seguendo i consigli di un libro su come superare le fobie, arriva addirittura ad accarezzare il cane, salvo fuggire quando lo stesso lo lecca sulla lingua. Per abituarlo alla presenza degli animali, Mary regala al figlio un pesciolino, che però verrà inavvertitamente ucciso dal padre dopo pochi giorni.
- Guest star: Billy Gardell (Hershel Sparks), Melissa Peterman (Brenda Sparks), Sarah Baker (signora Hutchins), Matt Hobby (pastore Jeff), Wyatt McClure (Billy Sparks)

## Hot dog, un impermeabile tascabile e Tony Danza
- Titolo originale: Summer Sausage, a Pocket Poncho, and Tony Danza
- Diretto da: Alex Reid
- Scritto da: Steven Molaro, Eric Kaplan e Stacey Pulwer (soggetto), Chuck Lorre, Tara Hernandez e Connor Kilpatrick (sceneggiatura)

### Trama
Sheldon invita a cena il professor Sturgis senza averlo detto a nessuno, in particolare alla nonna, che gli fa capire che la sua continua presenza sta interferendo nella loro relazione. Il professore quindi, su consiglio del ragazzino, propone a Connie di andare da lei e cucinarle una ricetta cinese imparata nei suoi viaggi; la serata trascorre bene e, nonostante un iniziale rifiuto dell'uomo perché intimorito da quello che lei potrebbe pensare, accetta l'invito della donna a passare la notte insieme. Nel frattempo George, dopo che il figlio gli ha detto che vuole prendere come modello il professore e non lui, su invito della moglie decide di passare più tempo con la figlia, a cui propone di fare qualsiasi cosa lei voglia; Missy allora gli chiede di andare a cena fuori da soli a mangiare aragosta vestiti eleganti e, nonostante la paura dell'uomo di non essere in grado di passare del tempo da solo con la ragazzina, la cena va bene e i due si avvicinano molto. Intanto a casa Mary cena da sola con Georgie perché Sheldon non si muove dal divano per controllare come va la serata a casa della nonna; la donna però si pente presto della richiesta di parlare col figlio per via della domanda sulla veridicità sul fatto che si sia sposata quando era già incinta di tre mesi di lui ed è costretta a mentirgli.
- Guest star: Wallace Shawn (professor John Sturgis)

## Gelato alla vaniglia, gentiluomini in visita e un tavolo da pranzo
- Titolo originale: Vanilla Ice Cream, Gentleman Callers, and a Dinette Set
- Diretto da: Jaffar Mahmood
- Scritto da: Jeremy Howe, Damir Konjicija e Dario Konjicija (soggetto), Chuck Lorre, Steven Molaro e Eric Kaplan (sceneggiatura)

### Trama
La relazione tra Connie e John Sturgis prosegue bene, fino a che un suo precedente fidanzato, Ira Rosenbloom, cerca di rimettersi con lei. La donna, dopo una cena insieme a lui, decide di piantarlo perché si sente innamorata del professor Sturgis, con grande gioia di Sheldon, che era preoccupato dopo averla vista uscire con un altro uomo. Ira però non si arrende e decide di mandarle dei mobili per il salotto del suo mobilificio. Il regalo arriva mentre la donna sta cenando con John che, dopo aver ricevuto la spiegazione della situazione, si reca nel mobilificio spiegando ad Ira che deve lasciar perdere Connie, ricevendo però un rifiuto ed un'offesa. Sorprendentemente però, nonostante i due siano rivali, stringono una sorta di amicizia. Quando John racconta a Connie quello che ha fatto, lei va su tutte le furie con lui e con Sheldon perché continua ad intromettersi nella loro relazione e a spiarla col binocolo da casa sua. La donna quindi pretende che ci siano delle regole e questo fa venire al nipote l'idea di stipulare un contratto che normi i rapporti tra i tre. Sheldon così scrive il primo contratto per regolamentare i legami tra persone.
- Guest star: Wallace Shawn (professor John Sturgis), Richard Kind (Ira Rosenbloom)